# Diestramima major
Diestramima major är en insektsart som beskrevs av Andrej Vasiljevitj Gorochov 1998. Diestramima major ingår i släktet Diestramima och familjen grottvårtbitare. Inga underarter finns listade i Catalogue of Life.